# 水質総量規制
水質総量規制制度（すいしつそうりょうきせいせいど）とは、汚濁の著しい閉鎖海域について当該海域への水質環境基準を確保するために、当該海域へ排出される有機汚濁物質の総量を基準値以下に削減する制度であり、1988年に、「水質汚濁防止法」および「瀬戸内環境保全臨時措置法」を改正し、第1水質総量規制が導入された。
対象となる閉鎖性海域には東京湾、伊勢湾、瀬戸内海の3海域が指定され、当該海域と、ここへ流入している河川に排水している事業所が規制の対象とされる。ただし、下水へと排出している事業所は対象外となる。また規制は順次改定され、2002年には第5次となり新たに、「全窒素・全リン」が汚濁物質として指定され、現在は第6次となっている。
汚濁指標は COD（化学的酸素要求量）とし、排水量50m³/日以上の事業所は下記いずれかの測定を行わなければならない。
- 自動分析計
- コンポジットサンプラ採水及び指定測定法（手分析）

しかし殆どの事業所では自動分析計を導入している。自動分析計には一般に、UV計、COD計、TOC計、TOD計のいずれかから選定される。